# カヤー州
カヤー州（—しゅう）はミャンマーの行政区画である。
1988年以前の名称は「カレンニー州」であった。カレンニー族の強制移住や弾圧および民族浄化活動を行なっている政府軍に対して、カレンニー軍との間で銃撃戦が頻繁に起こっている。

## 地理
ミャンマーの東部に位置し、シャン州、カレン州、タイ王国メーホンソーン県に接する。

## 行政区画
- ボーラケ県（Bawlakhe District）
- ロイコー県（Loikaw District）